# Agafamosquits blavós
L'agafamosquits blavós (Polioptila caerulea) és un ocell de la família dels polioptílids (Polioptilidae).

## Hàbitat i distribució
Habita boscos i chaparral al sud-est del Canadà, Estats Units, Bahames, Mèxic, Belize i Guatemala